# 历史的预兆
《历史的预兆》（俄语：Историческій Вѣстникъ, Исторический вестник，俄语罗马化：Istorichesky Vestnik，英语意译：History Herald）是俄罗斯历史及文学类期刊。1880年—1917年间在圣彼得堡发行，后停刊。2012年在莫斯科复刊。

## 历史
该期刊的创始人为新闻工作者兼学者Sergey Shubinsky和出版商Alexey Suvorin。创刊的口号是“为读者提供简洁易懂的关于俄罗斯和欧洲历史、文学的高水平文章”。该期刊同时也是当时俄罗斯历史类期刊“三大巨头”之一，另外两家是：《俄罗斯档案》（俄语原文：《Русскій Архивъ》，俄语罗马化：《Russky Arkhiv》）和《俄罗斯历史遗存》（俄语原文：《Русская старина》俄语罗马化：《Russkaya Starina》）。它与其他两家的不同之处在于，它将可读性和文笔作为其文章入选的重要标准。
该期刊当时的主要贡献者中有很多是俄罗斯知名历史学家，包括：Nikolay Kostomarov、Konstantin Bestuzhev-Ryumin、Egor Zamyslovsky、Alexander Brückner、Ivan Zabelin、Alexey Korsakov、Leonid Maykov和Rafail Zotov。
《历史的预兆》纯活跃历史类论文作者包括：Evgeny Salias De Tournemire、Daniil Mordovtsev、Grigory Danilevsky、Vsevolod Solovyov、Evgeny Karnovich、Pyotr Polevoy、Viktor Burenin、Nadezhda Merder （N. Severin）、Rostislav Sementkovsky等。另外，Sergey Terpigorev、Pyotr Gnedich、Ieronim Yasinsky等人既是作者又是编辑。俄罗斯知名作家尼古拉·谢苗诺维奇·列斯科夫也曾多次将该期刊作为作品的首发渠道。
《历史的预兆》有一个很大的讣告版面，每一篇都有对已故作者遗产的全面调查。该杂志利用自己的影响力，甚至成功地发表了Anatoly Faresov为尼古拉·加夫里诺维奇·车尔尼雪夫斯基撰写的讣告，这是第一次向一位作品被官方禁止、其名字在当时的媒体上被禁止提及的作家致敬。
该刊还大量收录了文学史、考古学、地质学、民族志这几个方面的文章。同时收录了一批知名人士的回忆录和日记，包括：Viktor Askochensky、Ksenofont Polevoy、阿芙朵嘉·雅科夫列夫娜·帕纳耶娃、Vladimir Sollogub、尼古拉·伊格那提耶夫和Ilya Arsenyev。
1913年，Boris Glinsky接替Shubinsky成为主编，当年该期刊销量达到了顶峰13000册。停刊前总共发行了147卷，其中每卷包括3期（即3个月的杂志）。

### 2012年复刊至今
2012年，《历史的预兆》在莫斯科复刊，主编为Anton Gorsky。复刊后的第一期为“总第148期”（停刊前的最后一期为“总第147期”）。

## 外部連結
- Исторический вестник - 149 томов （页面存档备份，存于）
- Библиотека Царское Село, тома Исторического Вестника, PDF
- Исторический вестник в PDF （页面存档备份，存于）. // starieknigi.
- Раритетные издания